# McClure, Illinois
McClure là một làng thuộc quận Alexander, tiểu bang Illinois, Hoa Kỳ. Năm 2010, dân số của làng này là 402 người.

## Dân số
Dân số qua các năm:
- Năm 2000: người.
- Năm 2010: 402 người.